# Mangits
Mangits són una tribu turcomongola avui a l'Uzbekistan. sense estadístiques conegudes sobre el seu nombre. L'esmenta per primer cop Rashid al-Din amb el nom de Mangkut i pertanyia a la branca Nirun dels mongols, sotmesos per Genguis Kan.
El nom Mangit esdevingué comú al segle xiv, però apareixen també diverses formes com Mankit, Mangut, Manghit, Manghut. Van quedar principalment al ulus de Jotxi i es van turquicitzar. Al segle xiv es va organitzar una gran confederació de tribus a la part central del kanat Kiptxak, format per diverses tribus turques entre les quals els mangits; a la segona meitat del segle xv els mangits governaven aquesta federació, sent el més conegut el fundador de la nissaga Edigü (Yedigey a les fonts russes) contemporani i rival de Toktamish i de Timur Khan, i durant anys poder efectiu de l'Horda d'Or, mort el 1419.
A partir del segle xv els mangits apareixen assentat al baix Volga i cap a l'est fins a l'Emba. En aquesta època les fonts russes els comencen a anomenar nogais nom que va dominar a Rússia (i més tard a Crimea i a l'Imperi Otomà), perquè a Pèrsia i Àsia central se'ls anomenava com sempre mangits.
A la meitat del segle xv els mangits, dirigits per Wakkas Biy (net d'Edigü) van tenir un paper destacat en l'estat nòmada preuzbek de Abu l-Khayr Khan, estat que es va desintegrar al morir aquest el 1468. Llavors els mangit van dominar les estepes occidentals de l'Àsia central fins al final del segle xv, fent incursions a diversos llocs especialment a la península de Mangishlak. Amb el declivi de la Gran Horda (successora de l'Horda d'Or a la conca de la Volga) a l'inici del segle xvi, una part dels mangits van emigrar al kanat de Crimea o els seus caps van esdevenir els begs principals. L'altra part es va unir a la confederació dels uzbeks que havia restaurat Muhammad Shibani Khan, net d'Abu l-Khayr i va participar en la conquesta de Transoxiana. Però el grup principal dels mangits va restar a la zona del baix Volga fins a l'Emba durant tot el segle xvi i començament del XVII fins que en foren expulsats pels calmucs vers 1620.
Llavors la meitat van emigrar al Caucas (Daguestan i Txetxènia) on només foren coneguts com a nogais; la resta va emigrar al kanat de Khivà, i es van establir al delta de l'Amu Darya. Junt amb els Nukuz formaven un dels quatre grans grups tribals del kanat; la tribu Mangit va disputar el poder al kanat a la tribu Kongrat o Kungrat, en una rivalitat que la tradició fa remuntar al final del segle xiii. Van romandre a la zona del delta i la seva fortalesa principal fou Mangitkala i Shah-Temir, i sovint els seus caps no reconeixien l'autoritat dels kans de Khivà. En el seu enfrontament amb els kongrats (kungrats) tenien el suport dels mangits de Bukharà, sortits de l'onada migratòria més d'un segle anterior. Però mentre a partir de vers el 1740 els caps mangits de Bukharà Artuk Inak i després el seu germà Khuraz Bek assolien el poder complet a Bukharà (vegeu dinastia Mangit), a Khivà els kungrats es van imposar als mangits que van perdre tota importància política. A l'inici del segle xix habitaven al sud del delta, on el 1800 van fundar la ciutat de Mangit a la riba del canal Mangit-arna.
Al kanat de Bukharà els mangits eren més nombrosos. La seva principal residència era Karshi, un oasi a la conca del Kashka Darya, i a la mateixa Bukharà, amb grups importants a Samarcanda i Katta-Kurghan. La dinastia Mangit a Bukharà va durar fins al 1920 i va resistir al camp fins al 1924; el kan va morir el 1944. En les estadístiques soviètiques del 1923 els mangits eren 99.200 a Bukharà (dels quals 44.000 vivien a Bukharà mateix o viles de la rodalia i 31.000 a Karshi) mentre que només eren 10.435 a Khivà.
Pel grup Mangit conegut amb el nom Nogai, al Caucas, vegeu Nogais. Per la dinastia de Bukhara, vegeu Mangit